# Eleição presidencial no Iêmen em 2012
A eleição presidencial foi realizada no Iêmen em 21 de fevereiro de 2012. O presidente interino Abd Rabbuh Mansur al-Hadi foi o único candidato na eleição.  Ele foi empossado como presidente do Iêmen em 25 de fevereiro de 2012, no Palácio Presidencial.

## Antecedentes
Durante a revolta iemenita de 2011-2012, o Conselho de Cooperação do Golfo propôs um acordo pelo qual o presidente Ali Abdullah Saleh transferiria seus poderes ao vice-presidente Abd Rabbuh Mansur Hadi. Saleh deveria permanecer no cargo como uma figura decorativa por até três meses, após o qual uma votação seria realizada, posteriormente Saleh assinou o acordo em Riade, em 23 de novembro de 2011.  Em 26 de novembro, Hadi anunciou a data de 21 de fevereiro para a votação. 

## Candidato
Abd Rab Mansur Hadi foi o único candidato nesta eleição. Não era necessário obter qualquer quota de votos; ele seria eleito se recebesse pelo menos um voto. A votação foi descrita como "simbólica".

## Boicote
Os Houthis no norte do Iêmen pediram um boicote da votação, mas afirmaram que não iriam impedir aqueles que desejavam votar. Na mesma linha, os separatistas do sul também pediram um boicote. A polícia iemenita afirmou que havia detido os "linha dura" do movimento, que alegam ter tentado impedir as pessoas de votar pela força.

## Violência
A eleição foi marcada pela violência. Em Aden, "metade das mesas de voto" foram fechadas devido a ataques de separatistas que tomaram o controle de alguns desses locais e houve "queima de urnas e cédulas". Em outros, os militares forneceram segurança. Troca de tiros também mataram quatro pessoas. No dia da eleição, pelo menos, um pessoal do serviço de segurança foi morto no sul do distrito de al Mansourah. Mais violência foi relatada no sul. A Al-Qaeda na Península Arábica, também foi acusada de atacar comitês eleitorais.

## Resultados
De acordo com a lei iemenita, o resultado final era esperado dentro de dez dias. Com relatados 65% de afluência, Hadi ganhou 99,8 por cento dos votos. 
Sumário dos resultados das eleições presidenciais iemenitas de 21 de fevereiro de 2012
| Candidatos – partidos                            | Votos      | %      |
| ------------------------------------------------ | ---------- | ------ |
| Abd Rabbuh Mansur Hadi – Congresso Geral do Povo | 6,621,921  | 99.80  |
| Total de votos (afluência 64.78%)                | 6,635,192  | 100.00 |
| Eleitores registrados                            | 10,243,364 |        |
| Fonte: Le Figaro                                 |            |        |

Hadi tomou o juramento de posse no Parlamento do Iêmen em 25 de fevereiro de 2012. 
Saleh cedeu formalmente o poder a seu vice Abd Rabbuh Mansur Hadi no Palácio Presidencial em 27 de fevereiro de 2012.